# Iribarren-formule

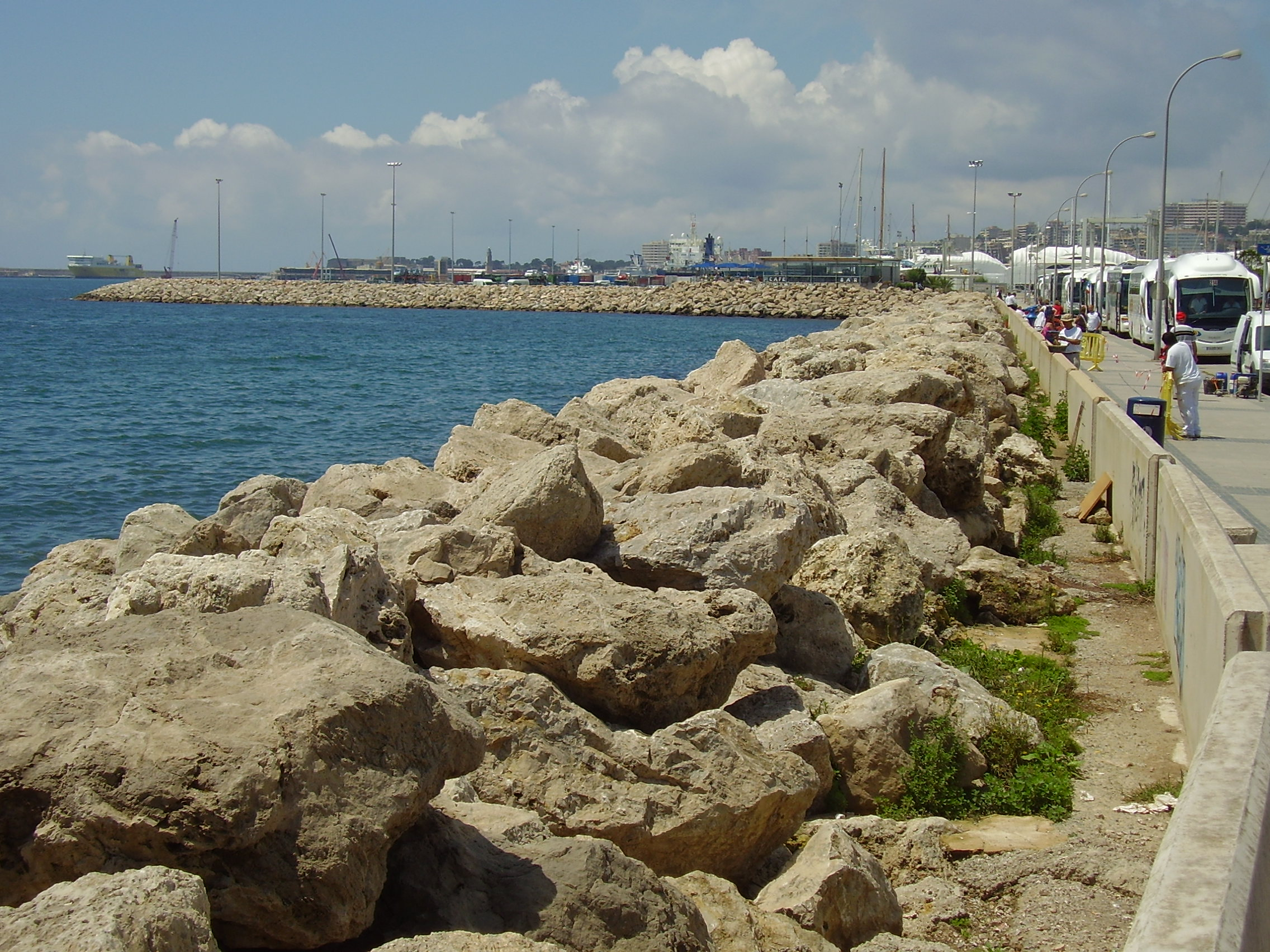
Waterbouwsteen waarvan de grootte met de Iribarren-formule te berekenen is

De Iribarren-formule is een formule voor het berekenen van het benodigde steengewicht voor waterbouwsteen onder invloed van (wind)golven. Dit is noodzakelijk voor het ontwerpen van golfbrekers, dijkbekleding en oeverbekleding. 

## Oorsprong
De Spaanse waterbouwingenieur Ramón Iribarren was voor de Tweede Wereldoorlog betrokken bij het ontwerp van een aantal golfbrekers langs de Noord-Spaanse kust. Hij wilde een fundamentelere benadering van het hiervoor benodigde steengewicht ontwerpen. Hij ging daarbij uit van het evenwicht van een enkele steen op een talud. 

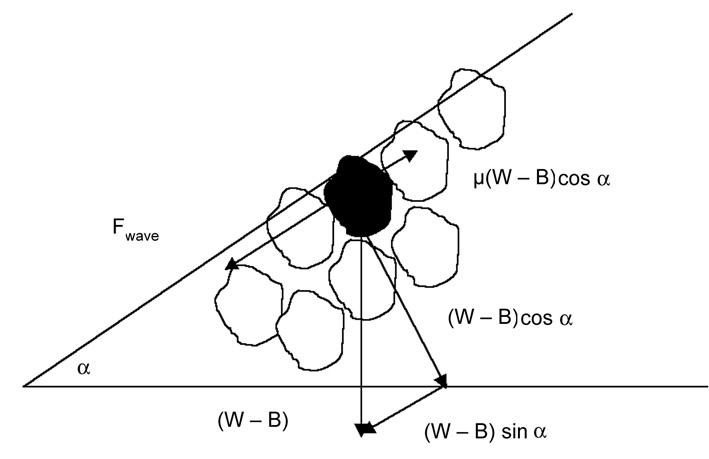
Evenwicht van waterbouwsteen in een golfbreker

Hij nam aan dat de kracht van de golf te benaderen is met:
{\displaystyle F_{wave}=\rho _{w}gd_{n50}^{2}H}
Door vervolgens een krachtenevenwicht voor de steen op te stellen (zie bijgaande schets; dit is voor de situatie bij een teruglopende golf) kan zowel voor de situatie bij een oplopende golf als bij een teruglopende golf het benodigde minimale steengewicht bepaald worden voor stabiliteit.
Er geldt dan:
voor stabiliteit tijdens de golfoploop
{\displaystyle W\geq {\frac {N\rho _{s}gH^{3}}{\Delta ^{3}(\mu \cos \alpha -\sin \alpha )^{3}}}}
en voor stabiliteit tijdens de golfneerloop:
{\displaystyle W\geq {\frac {N\rho _{s}gH^{3}}{\Delta ^{3}(\mu \cos \alpha +\sin \alpha )^{3}}}}
waarin:
W = steengewicht in kg
H = Golfhoogte aan de teen van de constructie
Δ = relatieve dichtheid van de steen (= (ρs -ρw)/ρw') waarin ρs de dichtheid van de steen en ρw de dichtheid van het water is
dn50 = nominale steendiameter
α = taludhelling
N = het stabiliteitsgetal
μ = de wrijvingsfactor
g = de versnelling van de zwaartekracht
Iribarren geeft aan dat μ ongeveer 2,4 is en N voor neerlopende golven 0,43 en voor oplopende golven 0,85.
De formule (in het Spaans gepubliceerd in 1938) is destijds weinig bekend geworden, mede door de Spaanse Burgeroorlog en het Franco regime dat daarop volgde. Bovendien had de formule het bezwaar dat er weinig proeven gedaan waren om de coëfficiënten  μ  en N goed te bepalen. Kort na de Tweede Wereldoorlog bleek dat veel behoefte aan zo'n stabiliteitsformule was, en in de Verenigde Staten is toen de Hudson-formule ontwikkeld. Die is gebaseerd op veel meer proeven, maar heeft een zwakkere theoretische basis. 